# Косвей, Мария
Мария Косвей (англ. Maria Cosway, урождённая Хэдфилд, полное имя Maria Luisa Caterina Cecilia Hadfield; 11 июня 1760, Флоренция, Великое герцогство Тосканское — 1838) — английская художница итальянского происхождения, жена художника Ричарда Косвея, близкий друг политика Томаса Джефферсона. Также была композитором и музыкантом, занималась образованием девочек.

## Биография
Родилась 11 июня 1760 года во Флоренции, в семье Карла Хэдфилда, родом из английского города Шрусбери; мать была итальянкой. Отец был преуспевающим трактирщиком в Ливорно. Разбогатев, он стал владельцем трёх гостиниц в Тоскане, посещаемых британскими аристократами, совершающими Гран-тур по Европе.
В семье было восемь детей, однако четверо из них были убиты психически больной няней — она утверждала, что её маленьким жертвам будет хорошо на небесах. В живых остались Мария, её младшая сестра Шарлотта, а также два брата — Ричард и Джордж. Няня была приговорена к пожизненному заключению в тюрьме.
Мария проявила свой артистический талант в раннем возрасте. Во Флоренции она изучала искусство под руководством немецкого художника Иоганна Цоффани и итальянской художницы Violante Cerroti. С 1773 по 1778 год она копировала старых мастеров в галерее Уффици, в 1778 году стала членом флорентийской Academia del Disegno. Также ездила в Рим, где обучалась искусству у Помпео Батони вместе с художниками Антоном Менгсом, Иоганном Фюссли и Джозефом Райтом.
Получив своё начальное образование в католическом монастыре, она осталась верной католичкой на всю свою жизнь. После смерти отца выразила желание стать монахиней. Три года спустя, в 1779 году, мать поехала с ней в Англию, где они поселились в Лондоне.
Ангелика Кауфман, ставшая вместе с Мэри Мозер в 1768 году первыми женщинами — членами Королевской академии художеств, помогла Марии участвовать в выставках академии — впервые она экспонировалась в 1781 году, показав три свои работы: Rinaldo, Creusa appearing to Aeneas и Like patience on a monument smiling at grief. Приобрела успех как художница мифологических сцен. В период с 1781 по 1801 год в академии было выставлено более 30 её работ.

### Замужество

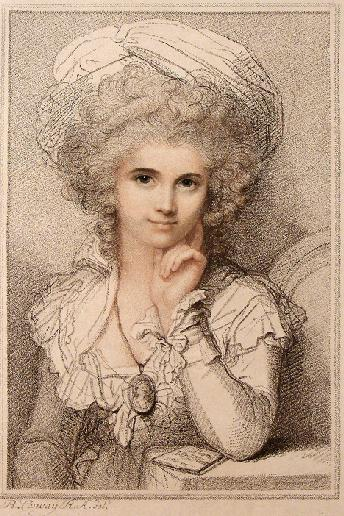
Портрет Марии Косвей работы её мужа, Ричарда Косвея

18 января 1781 года Мария Хэдфилд вышла замуж за художника Ричарда Косвея, который был почти на 20 лет старше её. Считалось, что это был брак по расчёту: Ричард слыл распутником и неоднократно изменял жене. В 1784 году супруги переехали в дом Schomberg House на улице Пэлл-Мэлл, который превратился в модный салон лондонского общества. Ричард был главным художником принца Уэльского, Мария, умевшая говорить на нескольких языках, организовывала концерты и творческие вечера для своих гостей и вскоре стала известна как «богиня Пэлл-Мэлл» (англ. The Goddess of Pall-Mall).

### Знакомство с Джефферсоном

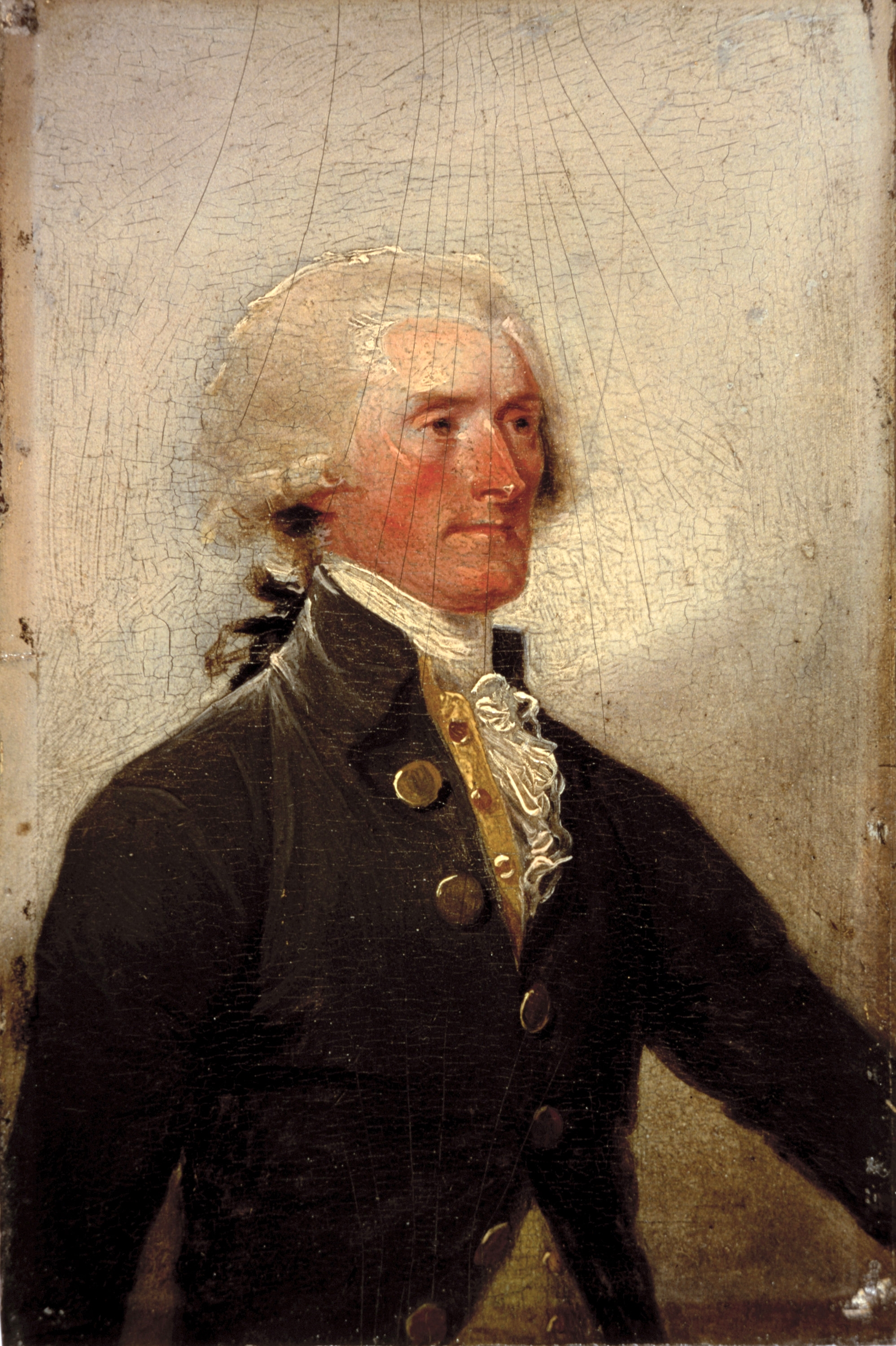
Портрет Томаса Джефферсона работы Джона Трамбулла.

В августе 1786 года американский художник Джон Трамбулл представил Марию Косвей американскому послу во Франции Томасу Джефферсону, вдовцу. Эту первую встречу он, вместо делового ужина, провёл с Марией в Пале-Рояле. Оба интересуясь искусством и архитектурой, они вместе посещали выставки в Париже и других городах. Привязавшись к образованной женщине, Джефферсон проводил с ней почти каждый день в течение шести недель. Затем по настоянию мужа Мария вернулась в Лондон, однако приезжала в Париж для встречи с Джефферсоном и вела с ним переписку, продолжавшуюся вплоть до его смерти (часть этих писем хранится в архиве Виргинского университета).
Историки не имеют данных о степени близости их отношений. Они оба сохранили образы друг друга — у Джефферсона осталась гравюра работы Luigi Schiavonetti с картины Ричарда Косвея; у Марии — его портрет, заказанный Джону Трамбуллу (после смерти Марии портретом владело итальянское правительство, затем он входил в экспозицию Смитсоновского института, позднее был передан в Белый дом, где находится и поныне).

### Рождение дочери
4 мая 1790 года у Марии и Ричарда родилась дочь Луиза Паулина Анжелика, однако это не помогло сохранить их брак. Мария часто путешествовала по Европе, однажды в сопровождении Луиджи Маркези, знаменитого итальянского певца-кастрата. В это же время Ричард имел открытую связь с художницей Мэри Мозер, с которой путешествовал в течение шести месяцев. Во время пребывания в Лионе Мария совершила паломничество в храм Девы Марии в Лорето. Во время этого путешествия её дочь Луиза умерла.

### Жизнь в Париже

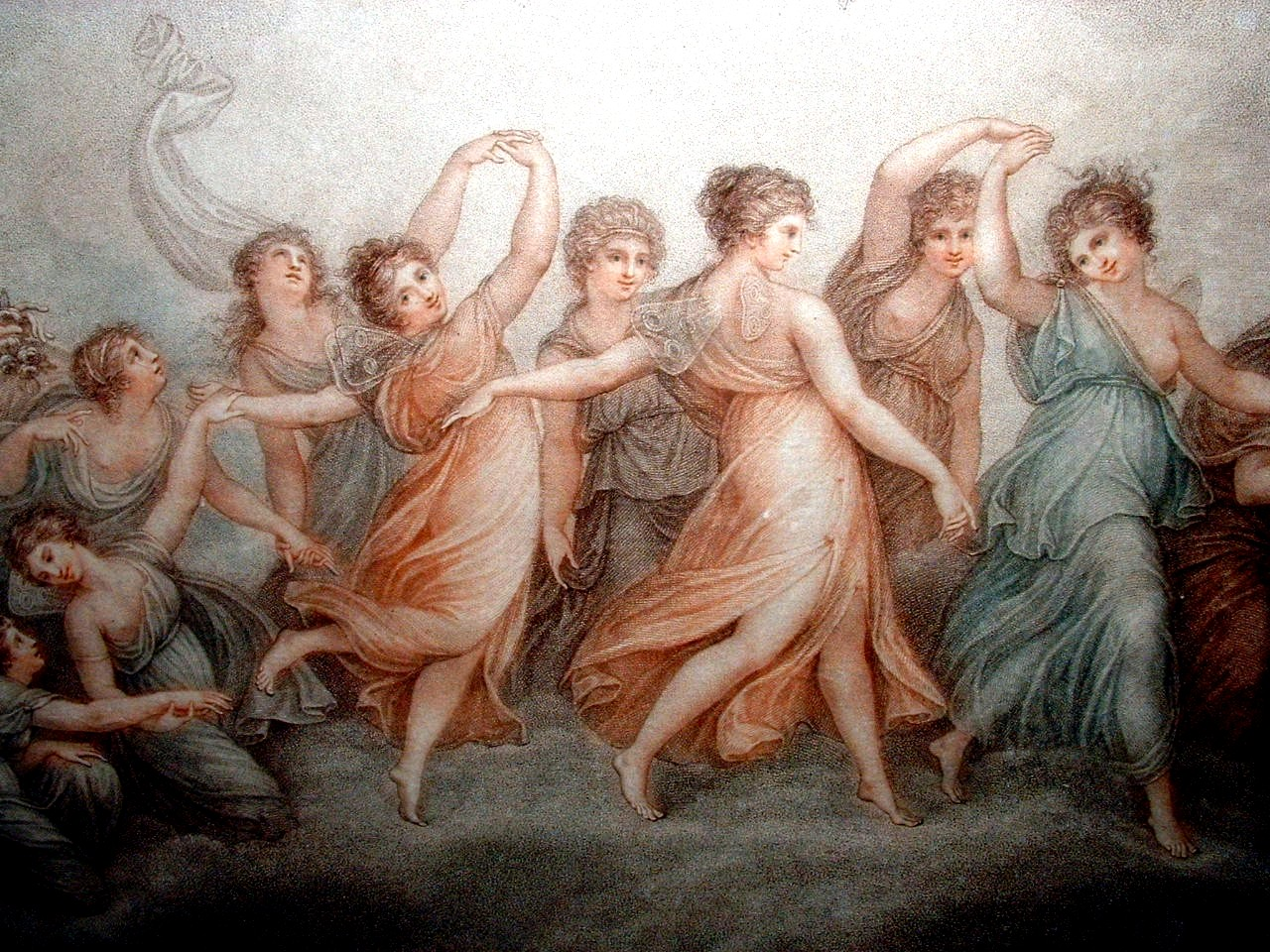
Гравюра Франческо Бартолоцци с картины Марии Косвей The Hours

Живя в Лондоне, Косвей не переставала следить за событиями во Франции. В 1797 году она заказала художнику Francesco Cossia портрет генерала Наполеона Бонапарта, ставший его первым изображением в Англии (последствии портрет приобрёл сэр Джон Соун, в настоящее время он хранится в лондонском Музее Джона Соуна).
В 1801—1803 годах Мария жила в Париже, где копировала картины старых мастеров в Лувре для последующего их использования в преподавании в Англии. Познакомившись с художником Жак-Луи Давидом, она подарила ему одну из своих работ — The Hours. Во время копирования картины Давида «Наполеон на перевале Сен-Бернар» она познакомилась с самим Наполеоном.

### Школы в Лионе и Лоди
Вместе с братом, архитектором Джорджем Хэдфилдом, Мария провела три года в Италии[когда?]

. Вернувшись в Англию, она выполнила несколько картин на религиозную тематику для часовен.
В 1803 году французский кардинал Жозеф Феш предложил ей создать колледж для девочек в Лионе, которым она руководила с 1803 по 1809 год. Затем Francesco Melzi d’Eril, герцог Лоди, пригласил её в Италию, чтобы основать при монастыре в городе Лоди (Ломбардия) католическую школу для девочек: Мария руководила Collegio delle Grazie вплоть до своей смерти в 1838 году.
В конце 1820 года Мария ненадолго вернулась в Англию, чтобы ухаживать за больным мужем, который умер в 1821 году. С помощью своего друга сэра Джона Соуна она организовала аукцион работ Ричарда, вырученные средства от которого использовала для нужд своей католической школы.
Мария Косвей умерла 5 января 1838 года в своей школе в Лоди. Была похоронена на кладбище Chiesa di Santa Maria delle Grazie в Милане.

## Работы
Копии Марии Косвей, выполненные с произведений старых мастеров в Лувре, находятся в коллекции Британского музея. Две её копии с картин Мэри Робинсон, были приобретены Нью-Йоркской публичной библиотекой. Некоторые произведения находятся в Галерее Тейт.

Некоторые работы
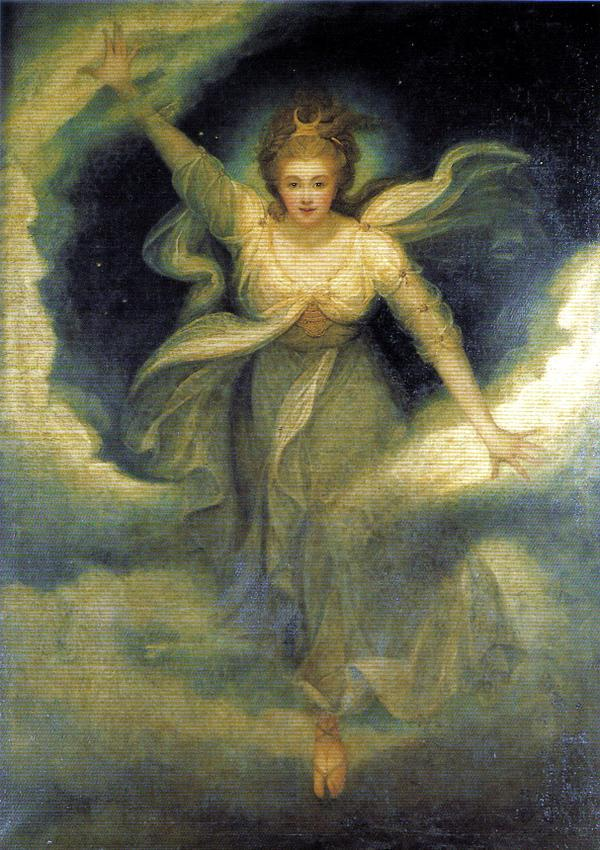
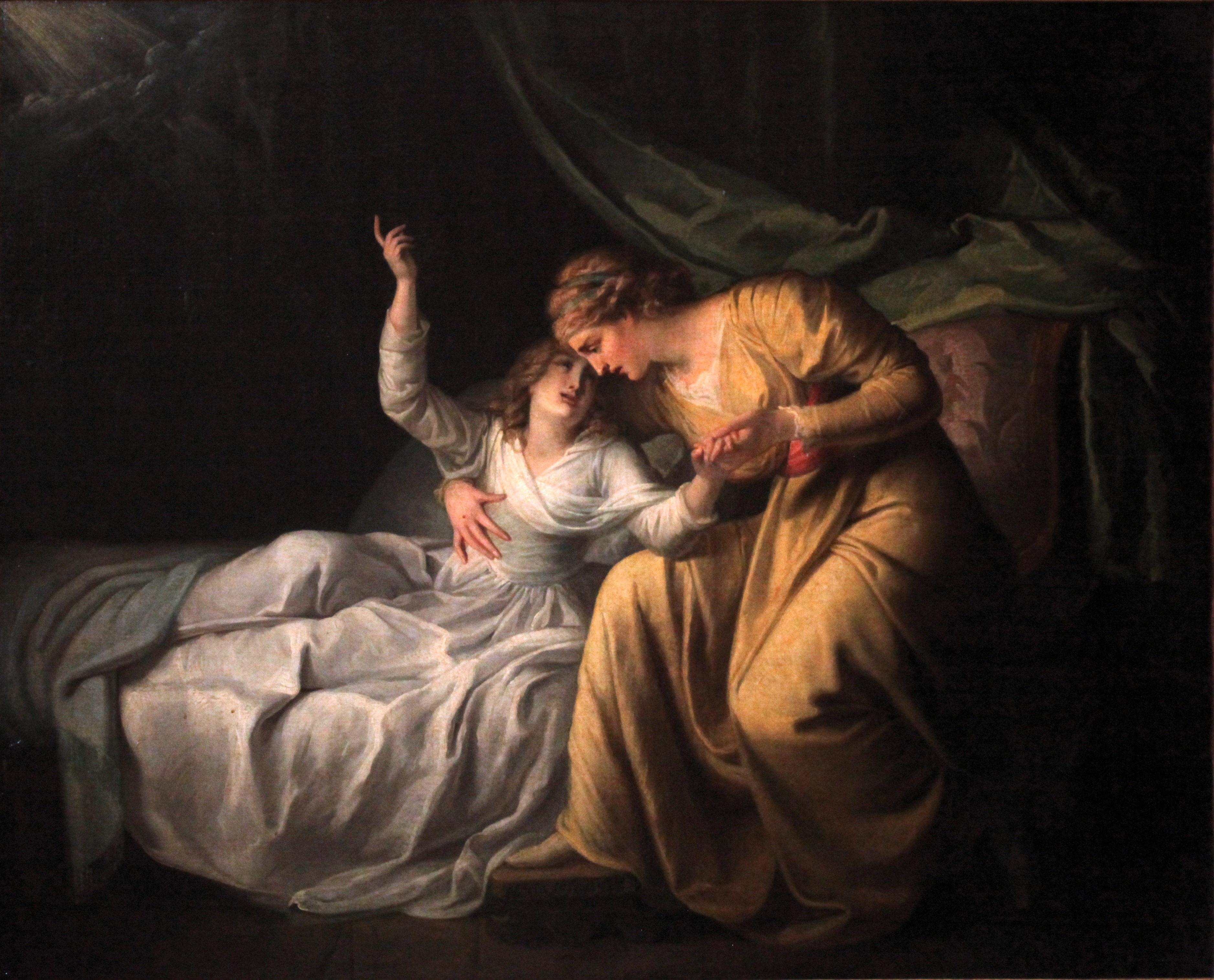
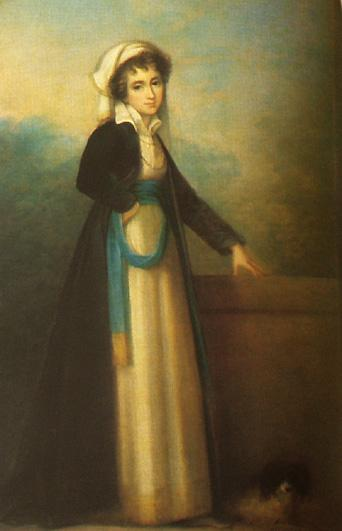

## Память
- В Лоди (Италия) установлен бюст Марии Косвей; школа, которую она там основала, работает и поныне и носит её имя.
- В 1995—1996 годах в лондонской Национальной портретной галерее прошла выставка под названием «Ричард и Мария Косвей: художники вкуса и моды эпохи Регентства» (англ. Richard and Maria Cosway: Regency Artists of Taste and Fashion), на которой было представлено порядка 250 работ супругов[12][13].

### Образ в кино
- В фильме «Джефферсон в Париже» (1995) роль Марии Косвей сыграла актриса Грета Скакки.